# Julius Dietrich von Queis
Julius Dietrich von Queis (* 1705; † 11. Dezember 1769 in Stettin) war ein königlich-preußischer Generalmajor und Ritter des Ordens Pour le Mérite.
Mit 16 Jahren kam er in die Kadettenanstalt nach Berlin. Danach wurde zum Regiment Nr. 26 (Kleist) versetzt, wo er bis zum Stabshauptmann befördert wurde. Mit dem Amtsantritt von König Friedrich II. wurde er Kommandeur des ersten Grenadierkompanie in dem neuerrichteten Infanterie-Regiment Nr. 26 (Münchow). Im ersten schlesischen Krieg marschierte er 1740 mit dieser Kompanie nach Schlesien. Er war beim Sturm auf Glogau dabei sowie an anderen Orten. Am 20. Februar 1745 wurde er zum Major befördert. Am 7. August 1745 marschierte er mit 200 Mann von Falkenburg nach Neustadt, als er von Oberst Drascovics vom Károlyi’schen Korps und 1200 Mann angegriffen wurde. Die Einheit ließ ihr Gepäck liegen und flüchtete nach Schloss Friedland. Die Eingeschlossenen wurden dann von Oberst Wartenberg, der mit 600 Husaren und 200 Dragoner anrückte, gerettet.
Am 8. September wurde er Oberstleutnant und 1757 Oberst. 1758 wurde er zum Generalmajor ernannt und erhielt am 1. März 1759 das Infanterie-Regiment Nr. 8 (Geist). Er starb am 11. Dezember 1769 in Stettin.